# Bøle Station
Bøle Station (Bøle stoppested) var en jernbanestation på Vestfoldbanen og Bratsbergbanen, der lå i Skien kommune i Norge.
Stationen blev oprettet som trinbræt 1. september 1883 Oprindeligt hed Bøhle, men den skiftede navn til Bøle i april 1894. Den blev opgraderet til holdeplads 1. februar 1884 men nedgraderet til trinbræt igen 15. august 1933. Den blev nedlagt 28. maj 1978.
Stationsbygningen var en billetkiosk, der blev opført i 1884. Den blev senere revet ned.